# Dịch bệnh nhảy múa năm 1518

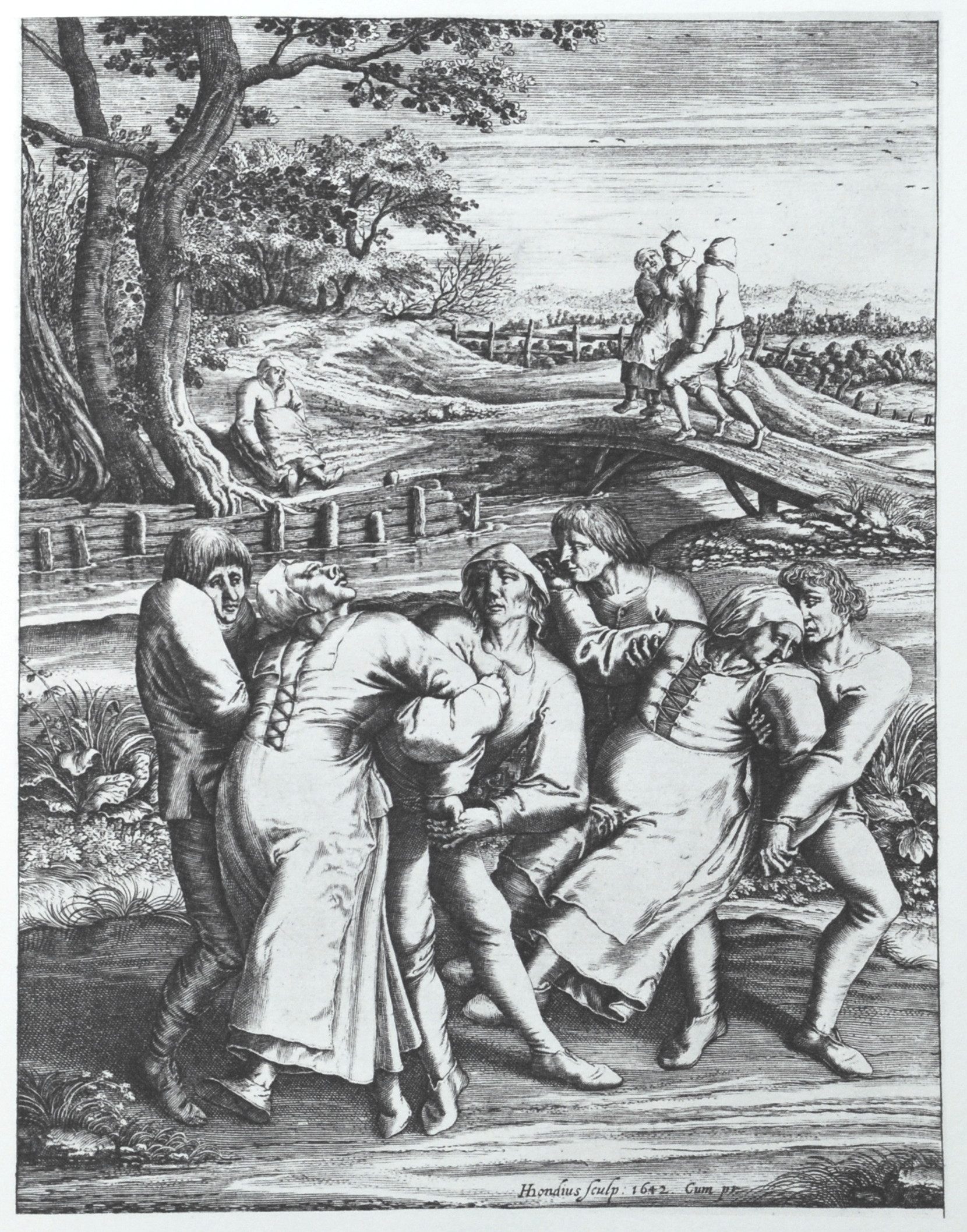
Tranh khắc gỗ của Hendrik Hondius miêu tả ba phụ nữ bị ảnh hưởng bởi bệnh dịch này. Tác phẩm này dựa trên bản vẽ gốc của Pieter Brueghel, người được cho là đã chứng kiến một dịch bệnh tiếp theo xảy ra vào năm 1564 ở Flanders

Dịch bệnh nhảy múa (hoặc dịch nhảy múa) năm 1518 là một trường hợp của chứng nhảy múa điên cuồng xảy ra tại Strasbourg, Alsace, trong Đế quốc La Mã Thần thánh vào tháng 7 năm 1518. Khoảng 400 người đã nhảy trong nhiều ngày mà không nghỉ ngơi và trong khoảng thời gian một tháng, một số người bị ảnh hưởng đã gục ngã hoặc thậm chí tử vong vì lên cơn đau tim, đột quỵ hoặc kiệt sức.

## Sự kiện
Căn bệnh quái quỷ này được cho là bắt đầu từ một người phụ nữ tên Frau Troffea sống ở Strasbourg vào một ngày trong tháng 7 năm 1518, Frau bỗng bước ra phố lớn và bắt đầu nhảy múa suốt ngày đêm. Không hề có tiếng nhạc, cũng không có lấy một cảm xúc trên khuôn mặt nhưng cô ấy cứ vô tư nhảy như thể cho đến ngày thứ 6 thì tử vong. 
Trong 1 tuần, khoảng ba chục người ở quanh khu vực đó cũng tham gia. Sau 1 tháng, tổng cộng khoảng 400 người, chủ yếu là nữ giới khắp thành phố cũng bị thôi thúc mãnh liệt vào cuộc cuồng hoan tập thể. Một tài liệu lịch sử ghi lại rằng trong tháng 7 đó, dịch bệnh nhảy múa đã giết chết khoảng 15 người mỗi ngày vì kiệt sức.
Khi bệnh dịch nhảy múa trở nên tồi tệ hơn, các quý tộc liên quan đã tìm kiếm lời khuyên của các bác sĩ địa phương, họ loại trừ các nguyên nhân chiêm tinh và siêu nhiên, thay vào đó tuyên bố rằng bệnh dịch này là một "căn bệnh tự nhiên" do "máu nóng" gây ra mà thôi. Tuy nhiên, thay vì truyền lệnh trích máu, các nhà chức trách lại khuyến khích khiêu vũ nhiều hơn, một phần bằng cách mở cửa trụ sở phường hội và chợ bán hạt thóc, và thậm chí còn xây dựng một sân khấu bằng gỗ. Giới chức trách đã làm điều này vì họ tin rằng các người này nhảy liên tục cả ngày lẫn đêm. Để tăng hiệu quả của việc chữa trị, chính quyền thậm chí còn trả tiền cho các nhạc sĩ, làm cho dịch này càng thêm trầm trọng.
Sử gia John Waller nói rằng một vận động viên chạy marathon không thể kéo dài tập luyện cường độ cao như những người đàn ông và phụ nữ này đã làm hàng trăm năm trước đây.

## Giả thuyết
Những giả thuyết hiện đại bao gồm ngộ độc thực phẩm gây ra bởi các sản phẩm hóa học độc hại và thần kinh của chi nấm cựa gà, thường mọc trên các loại ngũ cốc trong họ lúa mì (như lúa mạch đen). Ergotamine là sản phẩm thần kinh chính của nấm cựa gà; nó là cấu trúc liên quan đến loại thuốc lysergic acid diethylamide (LSD-25), và là chất mà LSD-25 được tổng hợp lúc ban đầu. Các loại nấm tương tự cũng đã được liên quan đến các điều dị thường lịch sử lớn khác, bao gồm cả các vụ xét xử phù thủy Salem. Waller suy đoán rằng cơn nhảy múa này là "chứng rối loạn tâm thần gây căng thẳng" ở mức độ lớn, vì khu vực mà người dân nhảy múa đang bị nạn đói và bệnh tật, và cư dân có xu hướng mê tín dị đoan. Bảy trường hợp khác của dịch nhảy múa đã được báo cáo tại cùng khu vực trong thời kỳ Trung cổ.